# Abdij van Rommersdorf

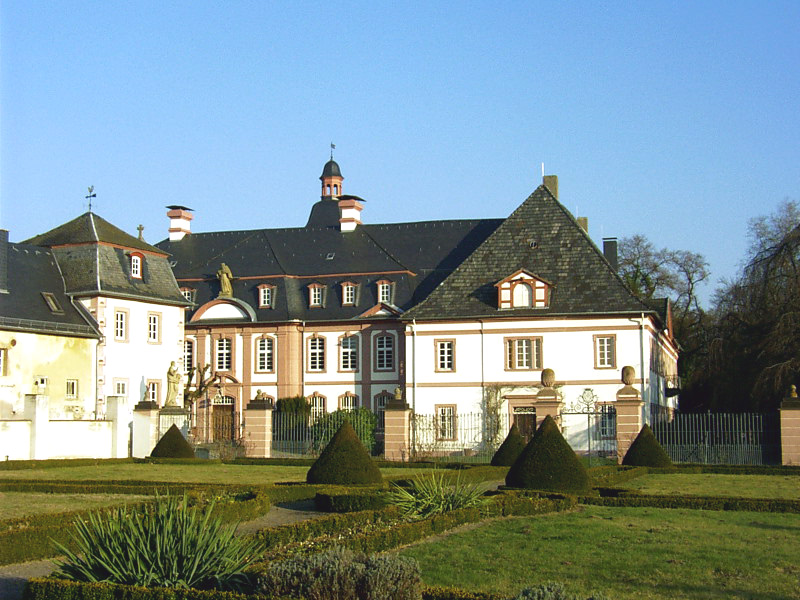

De Abdij van Rommersdorf (Duits: Abtei Rommersdorf) is een voormalig norbertijnerklooster in Landkreis Neuwied, Duitsland.

## Geschiedenis
Het klooster werd in 1117 gesticht met een schenking van Reginbold von Rommersdorf (ook Reginbold von Isenburg genaamd) als een benedictijnerabdij. De benedictijnen verlieten het klooster echter al na korte tijd. Omstreeks 1135 vestigden premonstratenzers (norbertijnen) uit de Abdij van Floreffe zich in het klooster.
In augustus 1568 werd het terrein van de abdij gebruikt door Willem van Oranje om een leger van 25.000 soldaten te verzamelen voor zijn mars naar Brussel.
In 1803 werd de abdij opgeheven.